# 大角星
大角星英文名Arcturus（發音： /ɑːrkˈtjʊərəs/），是牧夫座中最明亮的恆星。以肉眼觀看大角星，它是橘黃色的，視星等-0.04，是全夜空第4亮的恆星，僅次於-1.46等的天狼星與-0.86等的老人星。雖然半人馬座的南門二（半人馬座α星）視星等是-0.27等，但它是由-0.01等的α1和+1.33等的α2組成的聯星，個別的亮度都低於大角星，只因為它們太過接近，所以肉眼無法分辨出來。因此，南門二雖然是相當明亮的恆星，但半人馬α1比大角星暗了一些。大角星和南門二都位在本星際雲（Local Interstellar Cloud）中。
大角星雖然位於北半球，但距離天球赤道的緯度少於20度，因此在南北兩個半球都能看見。大角星大約在4月30日的子夜中天，因此在北半球的春天，南半球的秋天可以看見這顆恆星。北半球的觀察者可以沿著北斗星弧狀的柄來找到大角星。順著這個弧線繼續延伸，也可以觀測到角宿一。大角星與室女座角宿一、獅子座五帝座一共同組成春季大三角，如果再加上獵犬座的常陳一就成為春季大鑽石。

## 特徵
大角星是屬於K1.5 IIIpe型的恆星，它已演化至 紅巨星分支階段。上述「pe」代表的是「特殊的發射線」，顯示大角星發出的光譜是不尋常且充滿譜線的。這對紅巨星而言並非太過罕見，但是大角星是特別明顯的一個範例。大角星的亮度至少是太陽的110倍，不過這低估了它實際發出的強度，例如大角星在紅外線波段所發射的「光」，所以大角星全部發射出的能量大約達到太陽的180倍。因為大角星的表面溫度較太陽來的低，擁有較低的光視效能（luminous efficacy），所以在可見光波段發射出的能量也較低。
大角星以高速的自行運動而著名，除了南門二以外，它的自行速度比太陽附近的任何1等星都要快速。大角星目前幾乎處於最靠近太陽的位置上，並正以高速移動中，它與太陽系的相對速度為122km/s。大角星被認為是一顆古老的星系盤恆星，並與其他52顆這種類型的恆星組成大角星流，共同移動中。大角星的質量難以確定，不過可能與太陽大約相等，而且不會超過太陽的1.5倍。大角星被認為很可能比太陽還要古老，太陽將會經歷的紅巨星階段非常可能就是這顆恆星目前的情況。

大角星、超巨星心宿二與太陽的比較，黑色的虛線是火星的軌道

根據依巴谷衛星的測量，大角星距離地球36.7光年（11.3秒差距），是一個相對較近的天體。依巴谷衛星的觀測也顯示大角星可能是一個雙星系統，伴星約比主星黯淡20倍左右，它的軌道可能位於現在觀測技術可以達到的極限，所以目前無法發現該天體。然而目前這個觀點已經過時，最新的研究顯示大角星是一顆單星。

### 星震
因為大角星是夜空中最明亮的恆星之一，所以它是星震學（astroseismology）許多研究的目標。Belmonte小組在1988年4月與5月對大角星完成一次雷達速率（特定波段的都卜勒移動）的研究，顯示一個微赫茲的變化頻率。
天文學家認為大角星表面會稍為震盪，這是一個紅巨星常有的特徵。天文學家在大角星上有一個特別的發現：它將會變得更紅（往恆星光譜M型來演化），變化也將更激烈。極端的例子類似米拉，該天體擁有幾百天的巨大變化幅度，而大角星並不是非常的紅，而且擁有短暫的變化週期及微小的變化範圍，位於穩定性和變化性中間。

## 名稱
Arcturus這個字是從希臘文的Αρκτοῦρος所演變而來的，意為「熊的看守者」。這是因為大角星是牧夫座最明亮的恆星，而牧夫座位於大熊座與小熊座附近的緣故。也有一個希臘的非政府環境保護組織稱為Αρκτοῦρος，專門保護野生動植物。
大角星在阿拉伯語中稱為السماك الرامح，意為「手持長矛者的腿」或「巨大的手持長矛者」。這個名稱在過去是演變成各種羅馬化的字體，例如已經被淘汰的Aramec與Azimech。另一個阿拉伯字是لحارس السماء，意為「天堂的守護者」。
中國天文學稱牧夫座α星為大角是因為它是中國二十八宿的角宿中最亮的一顆星，不過後來大角星成為亢宿的一部分。

### 古希臘
在希臘神話中，大角星是宙斯為了看守附近的大熊座及小熊座而創造出來的。根據這些神話，卡利斯托是國王呂卡翁（Lycaon）的女兒。宙斯後來愛上卡利斯托，並生下阿卡斯（Arcas）。宙斯的妻子赫拉得知這件事後，在憤怒之於將她變成一隻棕熊。後來，阿卡斯逐漸長大，並成為一名出色的獵人。在某一天，阿卡斯在森林中打獵時與卡利斯托相遇。因為卡利斯托認出了自己的兒子，於是她向他撲了過去。但是，阿卡斯並不知道這隻可怕的棕熊是自己的母親，便向這隻熊舉起長槍，準備射殺牠。就在這個時刻，宙斯也將阿卡斯變成一隻棕熊，並將他們放置到天上成為大熊座及小熊座。
然後赫拉要求海神波賽頓不准讓他們在他的領域活動，因此這兩個星座總是高掛在夜空中，並且從來不曾進入海神的範圍中。為了看守牠們，赫拉於是將大角星放置在附近的夜空中。

### 玻里尼西亞
史前時代的玻里尼西亞航海家將大角星視為「歡愉之星」。在夏威夷，大角星則在天顶。靠著星星與玻里尼西亞式獨木舟（Hokulea），玻里尼西亞人從大溪地與往東方及北方前進，最後他們通過赤道，抵達大角星在夏季夜空中會直接出現在頭頂上的地區。他們抵達連串的島群，並靠著貿易風往西前進，直到登陸為止。如果他們沒有準確跟隨著大角星的位置，將會抵達夏威夷島的南岸。如果想要返回大溪地的話，只要利用這些島嶼的極星－天狼星。

## 相關事項
哥倫布1492年發現新大陸，400年後在芝加哥舉辦了一場萬國博覽會，主題即為紀念哥倫布發現新大陸，活動中天文學家表示已經可以測量恆星的距離，而且同時測得了大角星離地球有40光年，意思是現在大角星發出的光40年後會到達地球，於是天文學家們開展了計畫；40年後用望遠鏡收集光線，並在芝加哥再度舉辦博覽會（1933年），主題為「照亮全世界」（Ｅxposition light of the world）。
如何點亮全世界？科學家們用望遠鏡對準頭頂的大角星收集光線，匯聚光線後放大，然後點亮了園區的燈光。

## 外部連結
- Illustration comparing the size of Arcturus with other stars（页面存档备份，存于）
- SolStation.com entry（页面存档备份，存于）
- Image Arcturus （页面存档备份，存于）